# 岳姓
岳姓是中國姓氏之一，在《百家姓》中排名475位。

## 由來
來源有二：

### 漢族
出自漢族：按《姓氏考略》、《元和姓纂》等記載，上古時期，有一種官職稱「太岳」，專責祭祀三山五岳。相傳顓頊有一大臣，名伯夷，為第一任太岳。伯夷後代子孫，多以先祖伯夷官職為姓氏，稱岳氏，世代相傳至今。

### 滿族
出自滿族：按《清朝通志·氏族略·滿洲八旗姓》記載，清朝時滿族人有羅岳氏、沃岳氏、岳察氏。至清中葉後，改漢姓為岳氏。

## 遷徙分佈
據《郡望百家姓》記載，秦、漢以來，岳姓主要分佈於今日山東金鄉現址。至魏晉以後，遷往河南安陽一帶。其中著名將領岳飛正是出身於此地。而因岳飛，岳姓又擴展至江蘇、浙江等地。至清朝，岳姓分佈更廣，更分佈至湖南、四川。
今日岳姓人口以四川、河南兩省最多，佔中國岳氏人口約52%。

## 延伸阅读
[在维基数据编辑]
 《百家姓》
 《欽定古今圖書集成·明倫彙編·氏族典·岳姓部》，出自陈梦雷《古今圖書集成》